# Phoradendron restrepoae
Phoradendron restrepoae är en sandelträdsväxtart som beskrevs av Kuijt. Phoradendron restrepoae ingår i släktet Phoradendron och familjen sandelträdsväxter. Inga underarter finns listade i Catalogue of Life.